# Lykische Ragwurz
Die Lykische Ragwurz (Ophrys lycia) ist eine Art der Gattung Ragwurzen (Ophrys) in der Familie der Orchideengewächse (Orchidaceae). 

## Pflanzenbeschreibung
Diese mehrjährige krautige Pflanze erreicht maximal eine Wuchshöhe von 30 cm. Am Stängel befinden sich im unteren Teil drei bis vier lanzettliche Laubblätter und ein bis zwei scheidige Blätter findet man im oberen Bereich.
Im relativ dichten Blütenstand befinden sich drei bis fünf Blüten, dabei sind die Tragblätter kaum länger als die Fruchtknoten. Bei den purpurrosa Kelchblätter erscheinen die seitlichen oft dunkler gefleckt. Das mittlere Kelchblatt ist aufrecht und erscheint in der Seitenansicht S-förmig gebogen. 
Die kahlen oder am Grund papillösen Kronblätter sind rosa. 
Die runde, wenig gewölbte Lippe erscheint dunkel braunpurpurn; am hinteren Rand ist sie heller und kurzhaariger, aber sonst erscheint sie überall papillös-samtig und vorne erkennt man an ihr ein kleines Anhängsel. Das graulila Mal hat einen helleren Rand und ist H-förmig, kann aber auch manchmal zwei Querverbindungen aufweisen.
Die Blütezeit erstreckt sich von März bis April.

## Standort und Verbreitung
Diese Art kommt auf Magerwiesen mit kalkhaltigen Böden vor. Im Gebirge findet man die Lykische Ragwurz bis zu einer Höhe von 500 m.
Man hat bis jetzt diese Art nur im Südwesten von Anatolien gefunden.